# Nozze di Cana (Bosch)
Le Nozze di Cana è un dipinto a olio su tavola (93x72 cm) tradizionalmente attribuito a Hieronymus Bosch, con datazione al 1516 e conservato nel Museum Boijmans Van Beuningen di Rotterdam.

## Storia
Le analisi dendrocronologiche hanno tutte dimostrato che l'esecuzione del dipinto non possa essere anteriore al 1550, portando ad escludere l'opera dal catalogo dell'artista. È possibile comunque che l'opera derivi da un originale perduto di Bosch, in tavola o in disegno.
Una scena di matrimonio attribuita a Bosch o alla sua cerchia arricchiva la collezione Rubens ad Anversa.